# Campionato europeo femminile di pallacanestro Under-18 2008
Il Campionato europeo femminile di pallacanestro Under-18 2008 (noto anche come FIBA EuroBasket Women Under-18 2008) si è svolto in Slovacchia, a Nitra.

## Classifica finale
| Campione d'Europa | Campione d'Europa | Campione d'Europa |
| ----------------- | ----------------- | ----------------- |
| Lituania          |                   |                   |
| Argento           | Russia            |                   |
| Bronzo            | Rep. Ceca         |                   |
| 4.                | Francia           |                   |
| 5.                | Spagna            |                   |
| 6.                | Serbia            |                   |
| 7.                | Slovacchia        |                   |
| 8.                | Polonia           |                   |
| 9.                | Turchia           |                   |
| 10.               | Svezia            |                   |
| 11.               | Ucraina           |                   |
| 12.               | Bulgaria          |                   |
| 13.               | Bielorussia       |                   |
| 14.               | Italia            |                   |
| 15.               | Romania           |                   |
| 16.               | Croazia           |                   |